# Comanche (fumetto)
Comanche è una serie a fumetti creata da Greg (testi) ed Hermann (disegni). Alla sceneggiatura è subentrato Rodolphe dal quindicesimo volume, mentre i disegni sono passati a Michel Rouge dal volume n. 11.
In lingua italiana la serie, tra le altre, è stata pubblicata dalla GP Publishing, in formato ridotto e in bianco e nero, e più recentemente a colori dal quotidiano La Gazzetta dello Sport.